# Pedro de Arce
 (novembre 2011).
Si vous disposez d'ouvrages ou d'articles de référence ou si vous connaissez des sites web de qualité traitant du thème abordé ici, merci de compléter l'article en donnant les références utiles à sa vérifiabilité et en les liant à la section « Notes et références ».
Pedro de Arce est un aristocrate et collectionneur espagnol, membre des monteros de cámara, corps de la garde royale, ordre qui a été institué en 1006 par le comte Sancho García, comte de Castille, pendant la onzième année de son règne. 

## Biographie
Il exécute de nombreuses charges auprès du roi, d'abord ensayador à la Casa de la Monneda, où il dirige la vérification du poids et de la pureté des pièces de monnaie frappées en Espagne, puis chamberlain.
Après un premier mariage avec Maria Tufino de Vallego, il épouse Luisa Ordones de Rueda, (veuve d'Antonio de Oviedo y Herrera possesseur d'un grand nombre de peintures) avec laquelle il partage ses goûts de collectionneur. Lorsqu'il l'épouse, il possède déjà de très nombreux tableaux d'artistes de l'école espagnole de la fin XVIe au début du XVIIe siècle, tels que Pedro Orrente (1580- 1645), Juan de La Corte (1597-1660), Francisco Collantes (1599-1656), Francisco Ribalta (1565-1628), José de Ribera (1591-1652), Juan van der Hamen (1596-1631) et Angelo Nardi (1584-1664). Il collectionne également des œuvres italiennes du Titien (vers 1488-1576) et du Tintoret (1518-1594). 

## Inventaire
Un second Inventaire, réalisé après sa mort, fait état de la grande richesse et de la variété de ses collections avec des œuvres de Juan Fernandez de Navarrete el Mudo (1526-1579), Bartolomé Carducho (1560-1608), Eugénio Cajès (1575-1634) et du Greco (1541-1614). 
Les œuvres italiennes incarnent le prestige des collectionneurs espagnols de l'époque et c'est ainsi que l'on retrouve chez Pedro de Arce, Massimo Stanzione (1585-1656), Orazio Borgianni (1575-1616), Viviano Codazzi (1604-1670), peintres italiens contemporains, qui se mêlent à des artistes plus anciens comme Giulio Romano (1499-1546), Sebastiano del Piombo (1585-1547), Pellegrino Tibaldi (1527-1596), Jacopo Negretti, ainsi que des flamands comme Jérôme Bosch (1453-1516). 
On peut aussi remarquer dans cette importante collection un des tableaux les plus connus de Diego Vélasquez, Las Hilanderas (Les Fileuses), peint vers 1657.